# Spomenica domovinske zahvalnosti
Spomenica domovinske zahvalnosti je odlikovanje Republike Hrvatske koje zauzima osamnaesto mjesto u važnosnom slijedu hrvatskih odlikovanja. Spomenica je ustanovljena 10. ožujka 1995. godine.
Spomenica domovinske zahvalnosti dodjeljuje se hrvatskim državljanima za časnu i uzornu službu. Do 2006. godine Spomenica je bilo uređena kao jedinstveno odlikovanje u četiri vida za razdoblje od 5, 10, 15, 20 i više godina.

## Izgled
Spomenica se sastoji od znaka Spomenice, umanjenice Spomenice, male oznake Spomenice, te isprave o dodjeli.
Znak Spomenice je ispupčenog kružnog oblika isprekidanog s četiri jednaka zrakasta završetka stiliziranog križa, izrađen od pozlaćenog srebra finoće 999/1000 i promjera 41 mm. U središnjem dijelu znaka je u podlozi prikaz zemljovida Hrvatske kojeg prekriva stilizirani grb Republike Hrvatske, a preko grba je položena ispružena desna ruka. Ispod grba je natpis LIJEPA NAŠA. Oko središnjeg dijela znaka je natpis SPOMENICA DOMOVINSKE ZAHVALNOSTI čiji kraj i početak povezuje pleterni ornament.
Na glatkom naličju znaka Spomenice u sredini je natpis: SPOMENICA DOMOVINSKE ZAHVALNOSTI, uokviren vijencem od tropruta pletera unutar kojeg teče natpis REPUBLIKA HRVATSKA.
Znak Spomenice je s ušicom i karikom, ovješen o vrh istostraničnog trokuta, duljine stranica 42 mm, presvučenog vrpcom od svilenog moariranog ripsa u bojama zastave Republike Hrvatske. Na naličju trokuta je vodoravna igla za ovjes.
Umanjenicu Spomenice čini otkov znaka Spomenice promjera 17 mm izrađen od pozlaćenog srebra finoće 999/1000, ovješen o svilenu moariranu vrpcu u bojama zastave Republike Hrvatske širine 12 mm i 40 mm duljine. Na naličju umanjenice je igla za ovjes.
Malu oznaku Spomenice čini otkov znaka Spomenice izrađen od pozlaćenog srebra finoće 999/1000 i promjera 13,5 mm, pričvršćen na sredini pravokutnika širine 34 mm i 14 mm visine, složenog od vrpce od svilenog moariranog ripsa u bojama zastave Republike Hrvatske. Na naličju male oznake je igla za ovjes.

## Raniji izgled spomenice
Detaljan izgled Spomenice domovinske zahvalnosti do 2006. godine bio je uređen Pravilnik Spomenice domovinske zahvalnosti.

### Vid Spomenice za pet godina
Znak Spomenice je ispupčenog kružnog oblika, izrađen od srebra. Središnji dio Spomenice čini medaljon u kome je prikaz siluete zemljovida Hrvatske koju prekriva stilizirani grb Republike Hrvatske, a preko grba je položena ispružena desna ruka. Ispod grba je natpis "LIJEPA NAŠA". Oko medaljona je natpis "SPOMENICA DOMOVINSKE ZAHVALNOSTI" čiji kraj i početak povezuje ornament. Medaljon Spomenice je smješten unutar jednakokračnog križa kojemu se naziru vrhovi zrakastih krakova. Na glatkom naličju znaka Spomenice u sredini je natpis: "SPOMENICA DOMOVINSKE ZAHVALNOSTI" uokviren vijencem od tropruta pletera unutar kojeg teče natpis "REPUBLIKA HRVATSKA". Znak Spomenice je s ušicom i karikom, ovješen o vrh istostraničnog trokuta, koji čini vrpcu od moarirana ripsa u bojama grba Republike Hrvatske. 
Malu oznaku čini minijatura, koja je umanjeni otkov medaljona, te vrpca. Umanjenicu čini minijatura, koja je umanjeni otkov medaljona, i vrpca. 

### Vid Spomenice za deset godina
Znak Spomenice, mala oznaka i umanjenica za deset godina časne i uzorne službe jednaki su Spomenici za pet godina, ali se izrađuju od pozlaćenog srebra.

### Vid Spomenice za petnaest godina
Znak Spomenice i umanjenica za petnaest godina časne i uzorne službe jednaki su Spomenici za deset godina, ali je na vrpcu Spomenice i umanjenice apliciran srebrni grb Republike Hrvatske. Na vrpcu male oznake apliciran je srebrni grb Republike Hrvatske umjesto umanjenog otkova medaljona Spomenice.

### Vid Spomenice za dvadeset i više godina godina
Znak Spomenice i umanjenica za dvadeset i više godina časne i uzorne službe jednaki su Spomenici za petnaest godina, ali je na vrpcu Spomenice i umanjenice apliciran pozlaćeni grb Republike Hrvatske. Na vrpcu male oznake apliciran je pozlaćeni grb Republike Hrvatske umjesto umanjenog otkova medaljona Spomenice.